# Liste der Kulturdenkmäler in Dornburg (Hessen)
Die folgende Liste enthält die in der Denkmaltopographie ausgewiesenen Kulturdenkmäler auf dem Gebiet  der Gemeinde Dornburg, Landkreis Limburg-Weilburg, Hessen.
Hinweis: Die Reihenfolge der Denkmäler in dieser Liste orientiert sich zunächst an Ortsteilen und anschließend der Anschrift, alternativ ist sie auch nach der Bezeichnung, der vom Landesamt für Denkmalpflege vergebenen Nummer oder der Bauzeit sortierbar.
Kulturdenkmäler werden fortlaufend im Denkmalverzeichnis des Landes Hessen durch das Landesamt für Denkmalpflege Hessen auf Basis des Hessischen Denkmalschutzgesetzes (HDSchG) geführt. Die Schutzwürdigkeit eines Kulturdenkmals hängt nicht von der Eintragung in das Denkmalverzeichnis des Landes Hessen oder der Veröffentlichung in der Denkmaltopographie ab.

## Kulturdenkmäler nach Ortsteilen

### Dorndorf
| Bild                       | Bezeichnung                      | Lage                                                                                                  | Beschreibung | Bauzeit              | Objekt-Nr. |
| -------------------------- | -------------------------------- | --- | --- | -------------------- | ---------- |
| Scheune                    | Scheune                          | Dorndorf, Gartenstraße 2 LageFlur: 32, Flurstück: 112/1                                               | Es handelt sich um eine der wenigen noch vorhandenen Fachwerkscheunen im Ort und zudem um ein besonders großformatiges Bauwerk. Die Wände sind heute teilweise verputzt. Wo dies nicht der Fall ist, lässt sich das sehr schlichte und regelmäßige Fachwerk mit relativ kleinen Gefachen jedoch gut zu erkennen, das um 1800 herum errichtet wurde. Auch das Haupttor stammt wohl noch aus der Bauzeit. | 1795 bis 1805        | 50960 DDB  |
|                            |                                  | Dorndorf, Hauptstraße 48 LageFlur: 32, Flurstück: 118                                                 | | 1795 bis 1805        | 50962 DDB  |
| Ehem. Volksschule          | Ehem. Volksschule                | Dorndorf, Hauptstraße 64 LageFlur: 32, Flurstück: 54/1                                                | Die heutige Grundschule wurde 1900/01 aus nur grob behauenen Basaltsteinen aus dem Molsberger Steinbruch erbaut. Fensterleibungen und Dachkonsolen aus hellerem Travertin heben sich deutlich ab. Damit ähnelt der Fassadenstil mehreren Gebäuden im Ort, aber auch zahlreichen Schulen, Bahnhöfen und anderen öffentlichen Gebäuden in der Region, die zwischen 1840 und 1930 errichtet wurden. Ein weiteres Nebengebäude im Schulhof übernimmt diese Gestaltung, ein zweites ist als Fachwerk mit Klinkerausmauerung ausgeführt. Eine kleine Gedenkstätte vor der Schule erinnert an die Gefallenen beider Weltkriege. Adresse: Hauptstraße 38 | 1901                 | 50964 DDB  |
|                            |                                  | Dorndorf, Hauptstraße 76/78 LageFlur: 21, Flurstück: 65/1                                             | | 1913                 | 50965 DDB  |
| ehemalige Unternehmervilla | ehemalige Unternehmervilla       | Dorndorf, Hauptstraße 92 LageFlur: 21, Flurstück: 76/1                                                | Durch seine strenge Würfelform sticht diese einstige Unternehmervilla hervor, durch das Molsberger Basaltstein-Mauerwerk ist der Bezug zum ortsüblichen Gebäudestil jedoch wieder hergestellt. Mit seinem Walmdach und großen Fenstern ist das 1937 errichtete Gebäude ein typischer Vertreter des späten Klassizismus. Bossenwerk an den Ecken sowie der Kontrast zwischen Quadern im Sockel und Bruchsteinen in den Wänden prägen die Fassade. Zum Baudenkmal gehört die teilweise erhaltene Außenmauer eines ehemaligen Parks. In älteren Denkmallisten ist das Haus mit seiner ehemaligen Adresse Hauptstraße 70 verzeichnet. | 1937                 | 50966 DDB  |
| weitere Bilder             | Kath. Pfarrkirche St. Margaretha | Dorndorf, Heinrich-Berlenbach-Straße o. Nr., Schulzengasse 10 LageFlur: 31, Flurstück: 271/24, 272/29 | Der Frankfurter Architekt Martin Weber entwarf in seiner späteren Schaffensphase den heutigen Kirchenbau, der 1932 an der Stelle einer alten Kapelle aus dem Jahr 1852 errichtet wurde. Südwand und Chor dieser Kapelle wurden in den neuen Bau integriert. Im Zuge der Bauarbeiten stieß man auf die Überreste der mittelalterlichen Burganlage, vermutlich aus dem 10. Jahrhundert, mit zwei Meter dicken Wänden. Auf einer Ecke der freigelegten Turmanlage ruht der Grundstein der Pfarrkirche. Das Bauwerk ist von der Neuen Sachlichkeit geprägt. Die Fassade ist durch unverputzte, grob behauene Basaltsteine aus der Region und durch hochformatige, schmale Fenster geprägt. Innen prägen die offen liegenden Längsbalken und Schwibbögen der Decke mit ihrem Licht- und Schattenspiel die Raumwirkung. Die abnehmenden Abstände der Bögen führen vom Eingang her gesehen zu einer optischen Vertiefung des Chorraums. Aus der alten Kapelle wurde eine Holzstatue der Heiligen Margaretha aus dem zweiten Viertel des 18. Jahrhunderts übernommen. | 1932                 | 50963 DDB  |
| Bild gesucht BW            |                                  | Dorndorf, Heinrich-Berlenbach-Straße 6, Westerwaldstraße 1 LageFlur: 31, Flurstück: 15, 16            | Es handelt sich um ein besonders großformatiges Einhaus, das wohl im späten 18. Jahrhundert in exponierter Lage gegenüber der Kirche errichtet wurde. Zur Westerwaldstraße hin wurde eine Scheune vorgebaut und auch die Verschieferung des Westgiebels ist neueren Datums. Die bauzeitliche Fensteraufteilung bleibt jedoch weitgehend erhalten. Heute befindet sich die gesamte Anlage in einem sehr schlechten Bauzustand. | Ende 18. Jahrhundert | 50967 DDB  |
| Schlaudermuehle            | Schlaudermühle                   | Dorndorf, Schlaudermühle 188 LageFlur: 36, Flurstück: 81                                              | Die Schlaudermühle liegt rund einen Kilometer südlich von Dorndorf in der Nähe des Nachbarorts Thalheim. Das heute vorhandene Wohnhaus der Mühle wurde um 1800 herum an der Stelle der spätmittelalterlichen Wüstung Schlauden errichtet. Die beiden getrennt errichteten Bauabschnitte sind klar erkennbar. So ist eine Hälfte an der hofzugewandten Traufseite mit deutlich dichteren Ständern versehen. Ebenfalls zur Hofseite hin weist die Schwelle des Obergeschosses Bauschmuck in Form einer Profilierung auf. Auf dem Gelände befindet sich ein Holzkreuz, das laut Inschrift 1815 vom damaligen Müller errichtet wurde. Auf dessen bauchigem Sockel ruht ein kleiner Bildstock mit ornamentalem Fries. Der Original-Korpus wird im Gebäude aufbewahrt. | 1795 bis 1805        | 50968 DDB  |
|                            |                                  | Dorndorf, Taunusstraße 9 LageFlur: 31, Flurstück: 175/2                                               | | 1695 bis 1705        | 50961 DDB  |

### Frickhofen
| Bild            | Bezeichnung                                  | Lage                                                                              | Beschreibung | Bauzeit                | Objekt-Nr. |
| --------------- | -------------------------------------------- | --------------------------------------------------------------------------------- | --- | ---------------------- | ---------- |
| Wohnhaus        | Wohnhaus                                     | Frickhofen, Bahnhofstraße 34 LageFlur: 44, Flurstück: 59/1                        | Dieses kleinformatige und dennoch villenartig ausgestaltete Wohnhaus stammt aus der Zeit um 1900. Das vertikal angelegte, streng rechtwinklige und vertikal strukturierte Fachwerk der Obergeschosse ist charakteristisch für das Aufgreifen der Fachwerk-Technik im Jugendstil. Darüber hinaus wird die Fassade vor allem vom Wechsel der Klinkerflächen mit weißem Verputz strukturiert. Besonderheiten sind die aufwändig gestaltete Haustür und die tief ausgezogenen, schrägen, mit Schindeln belegten Fensterbänke. Ein weiteres wichtiges Gestaltungselement stellt der mit Flammenspitzen gekrönte Eisengitterzaun auf der umgebenden Basaltmauer dar. |                        | 50947 DDB  |
| Bahnhofsgebäude | Bahnhofsgebäude                              | Frickhofen, Bahnhofstraße 37a LageFlur: 37, Flurstück: 2/41                       | Dieser Bahnhof zeigt die typischen Gestaltung der Bauten aus der Erweiterung der Bahnstrecke Limburg–Altenkirchen von 1884 bis 1886 zwischen Klassizismus und Heimatstil. Basalttuff aus der Region wurde, wie bei den meisten übrigen Bauten an der Strecke zu sichtbarem Mauerwerk verarbeitet. Das Haupthaus hebt sich deutlich von den niedrigeren Querflügeln ab, wobei der Nordflügel bereits im 20. Jahrhundert einen deutlichen Umbau erfahren hat. Ein angebauter Lagerschuppen zeigt Gestaltungselemente des Fachwerks. Nachdem das Bahnhofsgebäude Ende des 20. Jahrhunderts größtenteils nicht mehr für seinen ursprünglichen Zweck verwendet wurde, setzte ein zunehmender Zerfall ein. 2013/14 wurde es gemeinsam mit dem Bau eines Verbrauchermarktes in unmittelbarer Nachbarschaft von einem privaten Investor erworben, saniert und zum Geschäfts- und Praxisgebäude umgestaltet. | 1886                   | 50948 DDB  |
| weitere Bilder  | Kath. Wallfahrtskirche St. Blasius, Kreuzweg | Frickhofen, Blasiusberg, Hahnwald LageFlur: 1, Flurstück: 109/44, 43/2, 46, 83/45 | | Anfang 13. Jahrhundert | 50959 DDB  |
| weitere Bilder  | Kath. Pfarrkirche St. Martin                 | Frickhofen, Egenolfstraße 2 LageFlur: 48, Flurstück: 80/6, 80/7, 80/8             | Die katholische Pfarrkirche St. Martin wurde von 1722 bis 1732 an der Stelle einer Kapelle aus dem 15. Jahrhundert errichtet und am 5. Juli 1732 vom Trierer Weihbischof Lothar Friedrich von Nalbach geweiht. Möglicherweise stammen Teile des heute noch vorhandenen Westturms noch vom Vorgängerbau. Bei der heutigen Kirche handelte es sich um einen barocken Saalbau, der in den folgenden Jahrhunderten mehrere Umbauten erfuhr. Hochaltar, Seitenaltäre und Kanzel entstammen der Bildhauerschule des Hadamarer Barock und wurden vermutlich von dessen bedeutendstem Vertreter Martin Volck geschaffen. Die beiden Beichtstühle stammen aus dem Jahr 1739, der Lahnmarmor-Taufstein aus dem Jahre 1653. 1955 wurde der alte Kirchturm mit dem erneut umgebauten Kirchenschiff verbunden. Planender Architekt war der Wiesbadener Paul Johannbroer. Er ließ neben dem alten Turm mit seinem Spitzhelm lediglich den barocken Chorraum bestehen und errichtete das übrige Kirchenschiff in einem für Sakralbauten der 1950er Jahre typischen Rundbau-Stil neu. Ein Buntglasfenster in der Außenwand des Turmes zeigt die schmerzhafte Muttergottes und trägt die Namen der 119 Gefallenen des Zweiten Weltkriegs aus der Pfarrgemeinde. Später schuf der Frickhofener Schreinermeister Georg Stadt einen Volksaltar, eine Ambo und einen Kreuzweg, die der barocken Kirchenausstattung nachempfunden wurden. | 1734                   | 50949 DDB  |
| Einhaus         | Einhaus                                      | Frickhofen, Egenolfstraße 4 LageFlur: 47, Flurstück: 115/66                       | Die Fachwerkkonstruktion dieses Gebäudes aus dem 18. Jahrhundert ist unter dem Verputz nicht mehr zu erkennen. Weitere Umbauten jüngeren Datums lassen die ursprüngliche Funktion nur noch anhand der Stellung der ehemaligen Stall- und Wohnungstür sowie an den kleinen Fenstern erkennen: Es handelte sich ursprünglich um ein Gehöft in Einhaus-Bauweise in unmittelbarer Nachbarschaft zur Kirche. | 1725 bis 1775          | 50950 DDB  |
|                 |                                              | Frickhofen, Egenolfstraße 6 LageFlur: 47, Flurstück: 64                           | Dieses Wohnhaus aus dem mittleren 18. Jahrhundert präsentiert durch seine traufständige Ausrichtung zur Straße die beiden getrennt errichteten Fachwerk-Zonen des Obergeschosses. Der rechte Abschnitt zeigt die Reste eines fränkischen Erkers sowie Weinreben-Schnitzwerk an einigen Pfosten. | 1725 bis 1775          | 50952 DDB  |
|                 |                                              | Frickhofen, Egenolfstraße 18 LageFlur: 47, Flurstück: 111/50                      | Von diesem zweizonigen Fachwerkhaus ist nur noch eine Traufseite erhalten. Der übrige Baukörper wurde in massiver Bauform ersetzt. Die noch vorhandene Wand ist allerdings sehr kunstfertig ausgeführt. Feine Schnitzereien in Ausführung als Festons und Palmetten schmücken vor allem einen fränkischen Erker, dessen alte Fenster-Dreigliederung jedoch durch Umbauten zerstört wurde. Darüber hinaus prägen beschnitzte Eckpfeiler sowie gebogene und genaste Streben die Wand. Das Fachwerk ist mit einer Datierung auf 1732 versehen. Dabei dürfte es sich aber um das Datum einer Überarbeitung handeln. Die heutige Farbfassung ist wesentlich jüngeren Datums. | 1732                   | 50951 DDB  |
| Pfarrhaus       | Pfarrhaus                                    | Frickhofen, Egenolfstraße 24 LageFlur: 47, Flurstück: 39/6                        | Das ehemalige Pfarrhaus ist der größte heute noch vorhandene Fachwerkbau in Frickhofen. Allerdings ist die Konstruktion heute unter Verputz verborgen. 1930 erfolgte der Anbau zweier massiver Seitenflügel, ohne dass der Dachfirst verlängert wurde. Sichtbare Folgen sind die ungewöhnlich weit nach außen gezogenen Dachwalmen. Wichtiges Baudetail ist das kunstvolle Barockportal mit Einlegearbeiten in den Türfüllungen und gedrehten Salomonischen Säulen als Flankierung. Einer Tafel im Türsturz zufolge wurde das Haus 1781 für den Hadamarer Pastor Martin Thüringer erbaut. Die ursprünglich zugehörige Scheune ist heute nicht mehr vorhanden. | 1781                   | 50954 DDB  |
| Ehem. Schule    | Ehem. Schule                                 | Frickhofen, Egenolfstraße 26 LageFlur: 74, Flurstück: 42/5                        | Das heutige Rathaus der Gemeinde Dornburg wurde 1886 vor allem aus regional abgebautem Basalttuff als Schulhaus errichtet. Die heller abgesetzten Schmuckzonen bestehen aus Travertin, der zahlreiche eingeschlossene Muschelfossilien aufweist. Staffelfenster, Bogen- und Treppenfriese und Lisenen sind aus diesem Gestein ausgeführt. Bereits 1912 folgte ein weiterer Neubau. 1930 zog die Gemeindeverwaltung in das Schulhaus von 1886 um. Nach der Gründung der Gemeinde Dornburg 1971 wurde die ehemalige Schule zum Rathaus für die gesamte Gemeinde. | 1881 bis 1891          | 50955 DDB  |
|                 |                                              | Frickhofen, Egenolfstraße 32 LageFlur: 47, Flurstück: 37/1                        | Dieses Wohnhaus zeigt als einziges im Ort immer noch die typischen Merkmale eines Westerwälder Einhauses mit jeweils einem Niederlass an einer Giebel- und einer Traufseite. Das großformatige Fachwerkgebäude, das heute vollständig verputzt ist, wurde im 18. Jahrhundert am Nordrand des alten Dorfkerns erbaut. Das Scheunentor ist ebenfalls noch vorhanden und wird als Haustür genutzt. | 1725 bis 1775          | 50956 DDB  |
|                 |                                              | Frickhofen, Hinterstraße 10 LageFlur: 46, Flurstück: 17/2                         | An dieser Stelle ist ein kleines Segment eines ursprünglich größeren Fachwerkgebäudes aus dem 17. Jahrhundert erhalten. Auffällig sind die sehr breiten Balken und Streben. Schwellen und Rähm sind im Verhältnis dazu sehr schmal ausgeführt. Um das Jahr 2010 herum wurden der Fachwerkteil und der rechts anschließende Massivsteinbau jüngeren Datums grundlegend modernisiert. Zudem entstanden Nebengebäude und ein größerer Anbau, der den bestehenden Baukörper rechts und auf der straßenabgewandten Seite erweiterte. Bei dieser Gelegenheit wurde eine Scheune jüngeren Datums abgerissen, die sich links an den Fachwerkbau anschloss und ebenfalls einzelne Fachwerkbalken enthielt. | Ende 17. Jahrhundert   | 50957 DDB  |
| Kruzifixus      | Kruzifixus                                   | Frickhofen, Unter dem Hub LageFlur: 48, Flurstück: 9                              | Am Fußweg zur Blasiuskapelle steht dieses Holzkreuz, das zwischen 1910 und 1908 privat gestiftet und errichtet wurde. Der große Christuskorpus aus Eichenholz greift naturalistische Vorbilder aus dem Barock auf. | 1904 bis 1914          | 50958 DDB  |

### Langendernbach
| Bild                 | Bezeichnung                                  | Lage                                                                                | Beschreibung | Bauzeit                | Objekt-Nr. |
| -------------------- | -------------------------------------------- | ----------------------------------------------------------------------------------- | --- | ---------------------- | ---------- |
|                      |                                              | Langendernbach, Bahnhofstraße 14 LageFlur: 44, Flurstück: 115/1                     | | Anfang 18. Jahrhundert | 50970 DDB  |
|                      |                                              | Langendernbach, Bahnhofstraße 19 LageFlur: 44, Flurstück: 114/2                     | | 1717                   | 50971 DDB  |
| Ehem. Volksschule    | Ehem. Volksschule                            | Langendernbach, Bahnhofstraße 20 LageFlur: 44, Flurstück: 154/5                     | 1860 wurde das Gebäude im spätklassizistischen Stil aus den für die Region typischen Basalt-Bruchsteinen erbaut, kontrastierend mit dem Gewände aus hellem Sandstein. Die geraden Fensterstürze werden lediglich in der Mittelachse mit Rundbögen über dem ebenfalls rundbogigen Doppelportal variiert. Die Stützmauer zur Straße hin mit ihrer breiten Treppe trägt ebenfalls zur architektonischen Wirkung bei. | 1860                   | 50972 DDB  |
|                      |                                              | Langendernbach, Bahnhofstraße 23 LageFlur: 42, Flurstück: 37/2                      | | 1763                   | 50973 DDB  |
|                      |                                              | Langendernbach, Bahnhofstraße 26 LageFlur: 42, Flurstück: 13/3                      | Dieses zweizonige Fachwerk-Wohnhaus, das straßenabgewandt auch Stallungen enthielt, zeigt die typischen sehr schlichten Bauformen des späten 18. Jahrhunderts mit einigen Mannformen. Durch die Verlegung des Eingangs an die Giebelseite wurde der Originalzustand des Erdgeschosses erheblich verändert. Es dürfte sich um eines der ersten Häuser bei der Bebauung der oberen heutigen Bahnhofstraße gehandelt haben. | Ende 18. Jahrhundert   | 50974 DDB  |
| weitere Bilder       | Kath. Pfarrkirche St. Matthias und Pfarrhaus | Langendernbach, Bahnhofstraße 31, Kirchstraße 9 LageFlur: 42, Flurstück: 24/3, 25/1 | Die katholische St.-Matthias-Kirche wurde 1897 nach Entwürfen des Frankfurter Architekten Joseph Mack im neoromanischen Stil fertiggestellt. Ursprünglich sollte das neue, für die damalige Größe des Ortes sehr großformatige Bauwerk als gemeinsame Kirche mit Wilsenroth dienen, was aber wegen eines Streits der beiden Gemeinden nie verwirklicht wurde. Das Bauwerk sowie eine gut 800 Jahre alte Linde stehen auf einer Geländeerhebung. An diesem Ort befand sich spätestens seit dem 13. Jahrhundert eine Kapelle. Der unmittelbare Vorgängerbau wurde um 1650 errichtet. 1931 erhielt das Gebäude seine heutige Kanzel. Das Gebäude ist nahe an der klassischen Bauform der Basilika orientiert. Dies drückt sich vor allem darin aus, dass die Seitenschiffe und das Querschiff in ihrer Höhe und Grundfläche deutlich dem Hauptschiff untergeordnet sind. Zur Inneneinrichtung der heutigen Kirche gehören eine der Romanik nachempfundene Flachdecke und Säulen mit Kapitellen sowie Wandgemälde und Langhausfenster aus dem Jugendstil. Um die Hanglage zum Tal des Dermesbaches hin zu unterfangen, wurde die Kirche mit einer von außen zugänglichen Krypta unterfangen. Diese zeigt unverputztes Mauerwerk im typischen dunklen Basaltstein der Region. | 1897                   | 50969 DDB  |
|                      |                                              | Langendernbach, Gemündener Straße 2/6 LageFlur: 44, Flurstück: 85/1, 86             | Die beiden Wohnhäuser bilden sind giebelseitig aneinander gebaut und bilden eine einheitliche Traufseite. Beim Haus Nummer 6 ist das Fachwerk mit Mannformen und Andreaskreuzen sowie Schnitzereien an Rähm und Eckständer erkennbar, das sich bei Nummer 2 vermutlich unter dem Putz fortsetzt. Das Gebäude schließt die obere Bahnhofstraße mit ihrer vergleichsweise gut erhaltenen historischen Bebauung ab und liegt hervorgehoben am „Alten Schmiedeplatz“ am Abzweig der Landstraße in Richtung Gemünden. |                        | 50975 DDB  |
|                      |                                              | Langendernbach, Heepengasse 5 LageFlur: 42, Flurstück: 178/106                      | Das dreizonige Wohnhaus dieses kleinen, als Streckhof angelegten Anwesens entstand im 18. Jahrhundert mit reichem Fachwerkschmuck. Die Balken sind breit ausgeführt, die Streben als Mannformen, Andreaskreuze oder genaste S-Hölzer. Der später angelegte Eingang auf der linken Seite, dem ehemaligen Stall- und Werkstattbereich, stört das ansonsten mustergültige Exemplar Westerwälder Fachwerks. Zusätzliches Schnitzwerk ist lediglich in der mittleren Zone des Gebäudes angebracht, in der sich auch ein fränkischer Erker befindet. Die Haustür scheint mitsamt Griff, Schloss und flankierenden geschnitzten Säulen aus der Bauzeit zu stammen. Der Türsturz wurde jedoch offenbar verändert und dabei eine Inschriftentafel entfernt. An Innenausstattung sind die kaum veränderte Raumaufteilung und eine Kölner Decke erwähnenswert, von der zumindest die Konsolen aus der Bauzeit stammen. Die rechts angebaute Scheune mit schlichtem Fachwerk stammt wohl aus der Endphase des 18. Jahrhunderts. | Anfang 18. Jahrhundert | 50976 DDB  |
|                      |                                              | Langendernbach, Im Kloster 7 LageFlur: 43, Flurstück: 14/4                          | An diesem weitgehend veränderten Wohnhaus ist die straßenseitige Traufwand des Fachwerk-Obergeschosses erhalten. Dort zeigen sich an der zweizonigen, sonst schlichten Konstruktion Schnitzwerk an Rähm und Schwelle sowie zurückhaltender Schmuck mit einfachen Andreaskreuzen und genasten S-Streben unterhalb der Fenster. |                        | 50977 DDB  |
| Bild gesucht BW      |                                              | Langendernbach, Im Kloster 11 LageFlur: 44, Flurstück: 65                           | | 1595 bis 1605          | 50979 DDB  |
| Ehemaliger Streckhof | Ehemaliger Streckhof                         | Langendernbach, Kirchstraße 1 LageFlur: 42, Flurstück: 36/2                         | Dieser Streckhof bestand aus einem nur kleinen Wohnhaus, das rechts an eine voluminöse Scheune angebaut war. 2005 wurde das Wohnhaus abgebrochen und in den Folgejahren die Scheune zum Versammlungs- und Veranstaltungsort mit kleiner heimathistorischer Ausstellung umgebaut. Das Fachwerk zeigt einfache Formen mit wenigen Querstreben und einen dreizonigen Aufbau. Adresse: Kirchstraße 1 | 1795 bis 1805          | 50978 DDB  |
| weitere Bilder       | Ev. Kirche                                   | Langendernbach, Mainzer Straße 19 LageFlur: 43, Flurstück: 70                       | In dem stark katholisch geprägten Dorf wurde 1905/06 dieses Gotteshaus für eine etwa 50-köpfige protestantische Diasporagemeinde errichtet. Die Kirche fügte sich in die erst kurz zuvor bebaute Mainzer Straße (heute Bundesstraße 54) ein, die aus Süden kommend auf den alten Dorfkern zuläuft. Der neobarocke Bau wurde aus regionalem Bruchstein erbaut, der unverputzt blieb. Am Gebäude mischen sich Elemente von Heimat- und Jugendstil, insbesondere im Schnitzwerk der Vorhalle. Das flache Tonnengewölbe ist aus Holz gefügt und trägt heute noch die bauzeitliche Ausmalung. Architekt war vermutlich Ludwig Hofmann, Landesbaumeister der Evangelischen Landeskirche in Nassau. | 1906                   | 50980 DDB  |
| weitere Bilder       | Hofhaus                                      | Langendernbach, Mainzer Straße 36 LageFlur: 44, Flurstück: 61/1                     | Das Hofhaus am Nordrand des Orts ist ein ehemaliger Fronhof, den 1556 bis 1577 ein Junker Oswald von Obentraut und seine Gemahlin aus dem regional einflussreichen Haus Reifenberg in seiner heutigen Form erbauen ließen. Oswald war ein Onkel des Reitergenerals Hans Michael Elias von Obentraut. Der westliche Flügel war zum Zeitpunkt des Ausbaus bereits vorhanden. Sein Baujahr ist unbekannt. Bald nach dem Ausbau begann der Besitz der Anlage zu wechseln. 1602 kaufte der nassauische Amtmann und Obristlieutnant Johann Wilhelm von Welschenengsten genannt Bernkott (1570–1636) das damals Volenhof genannte Anwesen mit dem Hofhaus und lebte dort 34 Jahre lang mit seiner Ehefrau Christine von Diez, der Enkelin des Kurfürsten Moritz von Sachsen, mit der er drei Kinder bekam. Die Familie wurde im Dreißigjährigen Krieg vertrieben und das Dorf verwüstet. Nach dem Westfälischen Frieden wurden die zwischenzeitlich von Kurköln beschlagnahmten Güter an die Familie zurückgegeben. 1757 fiel das Gut an das Haus Nassau-Oranien und blieb bis 1822 eine verpachtete Domäne. Das Gebäude stand burgenartig erhöht über dem alten Dorfkern. Der westliche Teil ist ein massiver Steinbau, der jüngere östliche Teil, der rechtwinklig angebaut wurde, hat einen Steinsockel und einen Fachwerkaufbau. Noch im 16. Jahrhundert erhielt das Gebäude mit der Errichtung des Treppenturms mit einer Spindeltreppe und geschweifter Haube seine heutige Gestalt. Das Fachwerk des jüngeren Teils ist recht einfach gehalten, mit den Feuerböcken des südwestlichen Giebels als prägender Ausnahme. Die Nordwestwand zeigt im Obergeschoss einen auffälligen Aborterker. 1728 wurde am Südwestgiebel ein zweistöckiger Erker angebaut der von einem 1614 errichteten Haus stammte. | Ende 16. Jahrhundert   | 50982 DDB  |
| Landstilhaus         | Landstilhaus                                 | Langendernbach, Westring 16 LageFlur: 44, Flurstück: 147/2                          | Dieses jüngste denkmalgeschützte Haus Langendernbachs wurde an einer damals den alten Dorfkern umschließenden Ringstraße errichtet. Es zeigt Elemente von Heimat- und Landhausstil. Wertvolle Elemente sind das Fachwerk des Dachgeschosses, der markante Bruchsteinsockel und der hölzerne Portikus über dem Eingang. | 1905 bis 1915          | 50981 DDB  |

### Thalheim
| Bild            | Bezeichnung                     | Lage                                                                             | Beschreibung | Bauzeit              | Objekt-Nr. |
| --------------- | ------------------------------- | -------------------------------------------------------------------------------- | --- | -------------------- | ---------- |
|                 |                                 | Thalheim, Alter Kirchplatz 2 LageFlur: 34, Flurstück: 67                         | Es handelt sich um einen leicht verschoben angeordneten Dreiseithof am Salzbach. Das Wohnhaus ist durch Anbauten verschiedener Epochen verändert, zeigt aber am Obergeschoss noch deutlich das ursprüngliche Fachwerk. Der Bauschmuck besteht vor allem aus der sehr symmetrischen Ausführung des Fachwerks, aus genasten und runden Querstreben sowie Schnitzereien. Vor allem der fränkische Erker zum Innenhof hin zeigt solche Schnitzereien mit Weinranken, Girlanden und Hermen. Die Scheune mit einem sehr einfachen, klaren Fachwerk aus dem 18. Jahrhundert gehörte ebenfalls zum Ensemble, wurde aber um das Jahr 2000 herum abgerissen. | Ende 18. Jahrhundert | 50983 DDB  |
| weitere Bilder  | Waldkapelle                     | Thalheim, Eichheck o. Nr. LageFlur: 23, Flurstück: 2/1                           | Die kleine Kapelle befindet sich oberhalb von Thalheim am Waldrand an der Straße nach Wengenroth. Sie wurde 1912 aus sichtverfugtem Basaltbruchstein errichtet. Der spitzbogig gewölbte Andachtsraum enthält eine Kreuzigungsgruppe, die ebenfalls auf den Anfang des 20. Jahrhunderts datiert. | 1912                 | 50991 DDB  |
|                 |                                 | Thalheim, Hofgarten 2 LageFlur: 33, Flurstück: 15/1                              | Das Fachwerk dieses Wohnhauses aus dem 18. Jahrhundert ist heute weitgehend von Verputz verdeckt. Lediglich ein fränkischer Erker mit aufwändigem Schnitzwerk an den Säulen (Spiralsäulchen, Ranken, Maske, Fabeltiere) ist noch sichtbar. | 1725 bis 1775        | 50984 DDB  |
|                 |                                 | Thalheim, Kölscher Hof 2/4 LageFlur: 34, Flurstück: 104/1, 104/2                 | Hierbei handelt es sich um eine sehr alte Hofanlage, von deren Bausubstanz trotz starker Überformung noch wesentliche Teile erhalten sind. Der kleinere von zwei Fachwerkbauten auf dem Gelände stammt im Kern wohl noch aus dem 16. Jahrhundert, möglicherweise aus dem Jahr 1553. Eine rückseitige Erweiterung mit Veränderung des Dachstuhls und die Ausführung der Erdgeschoss-Außenwände als massives Mauerwerk um 1900 verfälschen den Urzustand stark, auch wenn die innere Raumaufteilung offenbar noch originalgetreu ist. Um das Jahr 2000 herum wurden einige Überformungen zurückgebaut (Schuppen vor dem Wohnhaus) und eine grundlegende Restauration vorgenommen. Der Bauschmuck beschränkt sich im Wesentlichen auf das Obergeschoss mit breit ausgeführter, gekehlte Schwelle mit Taubandschnitzerei, gebogenen Eckverstrebungen mit blattförmigen Schnitzereien und einem insgesamt sehr gleichmäßige Fachwerk mit durchlaufendem Brüstungsriegel. Die Fachwerkscheune aus dem 18. Jahrhundert und das zweite Fachwerkwohnhaus als Westflügel des Anwesens (laut Tafel aus dem Jahr 1722) sind weit weniger wertvoll, aber ebenfalls denkmalgeschützt. | Ende 16. Jahrhundert | 50985 DDB  |
| Salzbach-Brücke | Salzbach-Brücke                 | Thalheim, Langgasse o. Nr., Salzbach LageFlur: 31, Flurstück: 102/1, 92/5, 98/3  | Der heute vorhandene, einbogige Brückenkörper, über den die Langgasse verläuft, ersetzte um 1900 herum einen Vorgängerbau an gleicher Stelle. Zu diesem Zeitpunkt diente er noch dem Anschluss der Landwirtschaftsflächen jenseits des Baches an den Ortskern. Heute befinden sich Häuser auf beiden Seiten der Brücke. Der Baukörper besteht aus Bruchstein. Die Gestaltung des Verputzes erweckt den Anschein von Quadern innerhalb des Brückenbogens. Das aus Winkeleisen gefügte Geländer ist durch ein Rautennetz gestaltet. | 1895 bis 1905        | 50988 DDB  |
| Bild gesucht BW |                                 | Thalheim, Langgasse 37 LageFlur: 32, Flurstück: 67/2                             | | 1892                 | 50987 DDB  |
|                 |                                 | Thalheim, Neue Straße 1/3, Neue Straße LageFlur: 33, Flurstück: 11/2, 11/3, 12/3 | Dieses Gebäude besteht erkennbar aus zwei Fachwerkzonen, die zu verschiedenen Zeitpunkten errichtet wurden. Der vordere, ältere Teil zeigt dabei ein sorgfältiger ausgeführtes Balkenwerk mit Profilierungen im Rähm des Erdgeschosses. Wichtiges Baudetail ist die spätbiedermeierliche Haustür. Vermutlich schloss das Gebäude den alten Ortskern am südlichen Ende der Durchgangsstraße ab. |                      | 50989 DDB  |
| Bildstock       | Bildstock                       | Thalheim, Oberdorf 7 LageFlur: 34, Flurstück: 36/4                               | Dieser Bildstock mit quadratischem Grundriss wurde im 19. Jahrhundert aus Bruchsteinen errichtet und mit einem Pyramidendach gekrönt. Die Wände sind verputzt, die Kammer verfügt über einen leichten Spitzbogen und ein wohl noch bauzeitliches Türchen aus Schmiedeeisen. | 1825 bis 1875        | 50992 DDB  |
|                 |                                 | Thalheim, Oberdorf 8/10 LageFlur: 34, Flurstück: 149/78, 77/5                    | Bei diesem zweizonigen Wohnhaus handelt es sich um das am kunstfertigsten geschmückte Fachwerkgebäude im Ort. Genaste und geschweifte Querstreben, Mannformen, gedrehte Säulchen und reich beschnitzte Schwellen machen zusammen mit vier fränkischen Erkern, die auf aufwendig beschnitzten Konsolen ruhen, den hohen Wert des Fachwerks aus. An einem Eckständer ist das Gebäude auf 1701 datiert. Ein heute verputztes Altenteil wurde später angebaut. | 1701                 | 50990 DDB  |
| weitere Bilder  | Kath. Pfarrkirche St. Stephanus | Thalheim, Talstraße 4 LageFlur: 34, Flurstück: 47/1                              | Die katholische Pfarrkirche wurde 1887 vom Limburger Architekten J. Fachinger entworfen. Der Bau weist zurückhaltend eingesetzte neugotische Merkmale auf und ist aus regionalem Basalttuff errichtet. Der Fassadenturm sticht durch seinen hohen Spitzhelm hervor. Die Seitenschiffe der Basilika sind sehr schmal aufgeführt. Das Kircheninnere wird durch Kreuzrippengewölbe und eine besonders hervorgehobene Eingangsempore geprägt. | 1887                 | 50993 DDB  |
|                 |                                 | Thalheim, Unter Eichen 1 LageFlur: 33, Flurstück: 104/9                          | Dieses Wohnhaus aus dem 8. Jahrhundert zeigt heute nur noch abschnittsweise seinen bauhistorischen Wert. An der verkleideten Giebelseite ist lediglich die wohl noch unveränderte Fensteranordnung erhalten. An der Traufseite ist das Fachwerk des Obergeschosses noch sichtbar. Dort zeigt die insgesamt recht einfache Balkenkonstruktion Schmuckschnitzereien in Form von Zackenfriesen, Schuppen und Ranken. | 1725 bis 1775        | 50994 DDB  |
|                 |                                 | Thalheim, Unter Eichen 10 LageFlur: 33, Flurstück: 88/2                          | Diese Hofanlage ist Teil eines einstmals vom Dorfkern getrennten Siedlungsabschnitts am Salzbach. Das Wohnhaus wurde im 18. Jahrhundert errichtet und im 19. Jahrhundert an beiden Giebelseiten erweitert. Ein Rest des ursprünglichen Fachwerks ist an einem Teil der Traufseite im Obergeschoss noch zu sehen. Die einfache Struktur wird durch Mannformen und eine profilierte Schwelle erweitert. Die Scheune, ebenfalls aus dem 18. Jahrhundert, gehört ursprünglich zu dem angrenzenden Einhaus Wirtshof 2. | 1725 bis 1775        | 50996 DDB  |
|                 |                                 | Thalheim, Unter Eichen 14 LageFlur: 32, Flurstück: 2/1                           | Es handelt sich um ein auffällig voluminöses Wohnhaus des 19. Jahrhunderts, dessen Fachwerk heute hinter Verkleidungselementen verborgen ist. Die Fenster dürften allerdings in ihrer Anordnung und Größe weitgehend unverändert sein. | 1825 bis 1875        | 50995 DDB  |
|                 |                                 | Thalheim, Wirtshof 2 LageFlur: 33, Flurstück: 87/1, 87/2                         | Dieses in sehr einfachem, nahezu quadratischem Fachwerk ausgeführte Einhaus stammt aus der Zeit um 1700. Der in das Schleppdach einbezogene Niederlass ist ein typisches Merkmal des Westerwälder Fachwerks. Die ursprünglich zugehörige, später erbaute Scheune gehört heute zum Anwesen „Unter Eichen 10“. Seit 2008 beherbergt das Haus das Thalheimer Dorfmuseum. | 1695 bis 1705        | 50997 DDB  |
|                 |                                 | Thalheim, Wirtshof 9 LageFlur: 32, Flurstück: 8                                  | Dieses Gebäude sticht im gesamten Ortsbild hervor. Es handelt sich um eine Villa, die 1903 im klassizistischen Stil und damit in dieser Umgebung ungewöhnlich modern errichtet wurde. Auch der rheinische Kalkschwemmstein als Baumaterial ist in der Region sonst kaum verbreitet. Bauherr war ein Thalheimer, der in Essen als Bauunternehmer arbeitete. Der Entwurf stammt von Architekten des damaligen Mischkonzerns Stinnes. Die Fassade verfügt über reichen Stuckdekor. Die massive Hofmauer hebt das Gebäude zusätzlich hervor. | 1903                 | 50998 DDB  |

### Wilsenroth
| Bild                  | Bezeichnung           | Lage                                                       | Beschreibung | Bauzeit       | Objekt-Nr. |
| --------------------- | --------------------- | ---------------------------------------------------------- | --- | ------------- | ---------- |
|                       |                       | Wilsenroth, Bahnhofstraße 30 LageFlur: 4, Flurstück: 323/1 | Zum Zeitpunkt seiner Errichtung 1907/08 befand sich das Gebäude außerhalb der Ortslage. Das villenähnliche Haus im Landhausstil ist von einem parkähnlichen Garten umgeben. Der Baukörper wird durch eine Loggia, einen Portikus, verschiedene Erker und das tief heruntergezogene Dach gestaltet. Die Fassade ist sehr heterogen mit offen zu Tage tretendem und verputztem Basaltmauerwerk, Fachwerkabschnitten und Holzverkleidung. Farbige Jugendstilfenster sind teilweise noch erhalten. | 1908          | 50999 DDB  |
|                       |                       | Wilsenroth, Bahnhofstraße 79 LageFlur: 4, Flurstück: 140/2 | Der großformatige Bau wurde 1900 außerhalb des alten Ortskerns unmittelbar gegenüber dem Bahnhof als Gasthaus errichtet. Neben dem für die Region eher ungewöhnlichen Baustoff Klinker heben das Mansarddach, das Zwerchhaus über dem Eingang und Formsteine das Gebäude im Ortsbild hervor. Die Nutzung als Gaststätte wurde im Dezember 2015 beendet. | 1895 bis 1905 | 51000 DDB  |
| Bahnhof               | Bahnhof               | Wilsenroth, Bahnhofstraße 83 LageFlur: 4, Flurstück: 180/4 | | 1886          | 51001 DDB  |
| Turm der kath. Kirche | Turm der kath. Kirche | Wilsenroth, Kirchstraße 4 LageFlur: 8, Flurstück: 111/1    | Lediglich der Turm der 1902 erbauten Kirche steht unter Denkmalschutz. Es handelt sich um einen aus regionalen Basaltsteinen errichteten Viereckturm mit auffällig hohem Spitzhelm. Ecktürmchen und Wichhäuser schmücken das Dach zusätzlich. | 1902          | 51002 DDB  |
| Kath. Pfarrhaus       | Kath. Pfarrhaus       | Wilsenroth, Schulstraße 7 LageFlur: 9, Flurstück: 133/1    | Das villenartige, quadratische Gebäude entstand 1910 als Pfarrhaus an exponierter Stelle unmittelbar neben der Kirche. Das Walmdach, ein Zwerchhaus, ein Risalit an der Südwestfassade und das Portal mit einer Einfassung aus Travertin bilden architektonische Besonderheiten. Die heute Vorhandene Fenstergliederung sowie die Fensterläden stammen noch aus der Bauzeit. | 1905 bis 1915 | 51003 DDB  |